# Ponte della Nave
Il Ponte della Nave, talvolta erroneamente confuso con il vicino Ponte di Rosano, è un ponte viario che collega direttamente la strada provinciale 34 alla strada statale 67 Tosco-Romagnola attraversando il fiume Arno e il confine amministrativo tra i comuni di Bagno a Ripoli e Pontassieve.

## Storia
Per ovviare al traffico veicolare in aumento sulla parallela via Aretina che attraversa gli abitati di Sieci e Compiobbi, il Ponte della Nave è stato aperto nel 1990 per connettere la strada provinciale 34 di Vallina direttamente alla strada statale 67 Tosco-Romagnola.
Il toponimo fa riferimento all'esistenza nel passato di un servizio di traghettamento con una barca tra le due sponde.

## Idrometro Nave di Rosano
Il ponte ospita i sensori per monitorare le piene del fiume Arno.